# Wingspan: Hits and History
Wingspan: Hits and History è una compilation di Paul McCartney e dei Wings pubblicata nel 2001.

## Descrizione
Durante il periodo della sua carriera solista che va dal 1970 al 1984, McCartney è stato coinvolto in numerosi progetti, album solisti, dischi con la moglie Linda e con il suo gruppo post-Beatles degli Wings. Wingspan è una raccolta che si prefigge lo scopo di raccogliere il meglio di quanto prodotto nel periodo in questione, come anche qualche singolo che non era stato incluso all'epoca nella precedente raccolta Wings Greatest.
Contiene materiale tratti a partire dal suo album di debutto come, McCartney, del 1970 fino a Give My Regards to Broad Street del 1984 oltre a brani registrati insieme al suo ex gruppo, i Wings.
Le edizioni americana e britannica del disco sono leggermente differenti; l'edizione UK contiene la versione di studio di Coming Up, mentre l'edizione U.S.A. ha del brano una versione dal vivo registrata a Glasgow che era arrivata al numero 1 della classifica dei singoli di Billboard. Inoltre, la versione giapponese dell'album vede anche la presenza della canzone Eat at Home (che era stata pubblicata come singolo nel 1971 solo per il mercato non di lingua inglese), come traccia bonus.
L'album è diviso in due parti: "Hits" consiste nella raccolta dei successi da classifica, mentre "History" contiene materiale meno conosciuto.
La raccolta si classificò alla posizione numero 5 in Gran Bretagna e alla seconda negli Stati Uniti.

## Tracce

### Disc 1: Hits
Tutti i brani sono opera di Paul e Linda McCartney, eccetto dove indicato.
1. Wings – Listen to What the Man Said – 3:55 (Paul McCartney)
2. Paul McCartney & Wings – Band on the Run – 5:12
3. Paul McCartney – Another Day – 3:42
4. Paul McCartney & Wings – Live And Let Die – 3:12
5. Paul McCartney & Wings – Jet – 4:08
6. Paul McCartney & Wings – My Love – 4:08
7. Wings – Silly Love Songs – 5:54
8. Paul McCartney – Pipes of Peace – 3:26
9. Wings – C Moon – 4:34
10. Wings – Hi, Hi, Hi – 3:08
11. Wings – Let 'Em in – 5:10
12. Wings – Goodnight Tonight – 4:21 (Paul McCartney)
13. Paul McCartney & Wings – Junior's Farm (DJ Edit version) – 3:03
14. Wings – Mull of Kintyre – 4:44 (Paul McCartney/Denny Laine)
15. Paul & Linda McCartney – Uncle Albert/Admiral Halsey – 4:49
16. Wings – With a Little Luck (DJ edit version) – 3:13 (Paul McCartney)
17. Paul McCartney - studio version; Paul McCartney & Wings - live version – Coming Up (Studio version (Edizione UK) – 3:53; Coming Up (Live at Glasgow) (Edizione USA) – 3:28) – 3:53 (Paul McCartney)
18. Paul McCartney – No More Lonely Nights – 4:47 (Paul McCartney)
19. Paul & Linda McCartney – Eat at Home (Bonus Track versione giapponese dell'album) – 3:22

### Disc 2: History
1. Let Me Roll It – 4:50
  - Paul McCartney & Wings
2. The Lovely Linda (Paul McCartney) – 0:45
  - Paul McCartney
3. Daytime Nighttime Suffering (Paul McCartney) – 3:22
  - Wings
4. Maybe I'm Amazed (Paul McCartney) – 3:51
  - Paul McCartney
5. Helen Wheels – 3:45
  - Paul McCartney & Wings
6. Bluebird – 3:24
  - Paul McCartney & Wings
7. Heart of the Country – 2:24
  - Paul & Linda McCartney
8. Every Night (Paul McCartney) – 2:34
  - Paul McCartney
9. Take It Away (Paul McCartney) – 4:04
  - Paul McCartney
  - Single version
10. Junk (Paul McCartney) – 1:56
  - Paul McCartney
11. Man We Was Lonely (Paul McCartney) – 2:58
  - Paul McCartney
12. Venus and Mars/Rock Show – 3:45
  - Wings
  - Single version
13. The Back Seat of My Car (Paul McCartney) – 4:29
  - Paul & Linda McCartney
14. Rockestra Theme (Paul McCartney) – 2:36
  - Wings
15. Girlfriend (Paul McCartney) – 4:43
  - Wings
16. Waterfalls (Paul McCartney) – 3:23
  - Paul McCartney
  - DJ Edit version
17. Tomorrow – 3:25
  - Wings
18. Too Many People (Paul McCartney) – 4:10
  - Paul & Linda McCartney
19. Call Me Back Again – 4:59
  - Wings
20. Tug of War (Paul McCartney) – 4:04
  - Paul McCartney
  - Single version
21. Bip Bop/Hey Diddle – 3:34
  - Paul & Linda McCartney
  - A previously unreleased 1971 recording
  - Features daughter Mary giggling in the background
22. No More Lonely Nights (Playout Version) (Paul McCartney) – 3:55
  - Paul McCartney